# Evropská vysílací unie
Evropská vysílací unie, zkratkou EVU (anglicky: European Broadcasting Union, EBU; francouzsky: Union Européenne de Radio-Télévision, UER) je nezisková asociace převážně veřejnoprávních, ale i komerčních (které plní funkci veřejné služby) rozhlasových a televizních stanic. K roku 2023 je unie složena z 112 členských organizací z 56 zemí a 30 přidružených organizací z dalších 19 zemí. Evropská vysílací unie byla založena 12. února 1950 a sídlí v Ženevě ve Švýcarsku. Zastoupena je ale také v různých zemích prostřednictvím svých kanceláří v Pekingu, Bruselu, Londýně, Madridu, Moskvě, Singapuru a Washingtonu.
Členskými organizacemi mohou být pouze organizace pocházející ze zemí, které jsou součástí Evropské vysílací oblasti (anglicky: European Broadcasting Area, EBA) nebo jsou členy Rady Evropy. Mezi přidružené organizace mohou patřit vysílací organizace mimo Evropskou vysílací oblast, které poskytují rozhlasové nebo televizní služby, mají povahu médií  veřejné služby, pocházejí ze zemí, které jsou členy Mezinárodní telekomunikační unie (anglicky: International Telecommunication Union, ITU) a jejichž členství je považováno za užitečné pro EBU.

## Historie
Evropská vysílací unie byla založena jako organizace zastřešující rozhlasové a televizní společnosti „západní Evropy“ a svým způsobem byla protipólem Mezinárodní organizaci pro rozhlas a televizi (OIRT – Organisation Internationale De La Radio Et Television), která sdružovala země tzv. „východního bloku“. Po revolučních změnách počátkem 90. let se OIRT, včetně svých členských zemí začlenila do Evropské vysílací unie.
Její vznik byl spojen s jedinou myšlenkou, a to, že je zbytečné vyrábět několik pořadů stejného typu, když je možnost si je vzájemně vyměnit, což může přispět i k porozumění mezi jednotlivými stanicemi.
Původním sídlem Evropské vysílací unie byl Brusel, později se však přesunulo do Ženevy, kde se nachází dodnes; OIRT sídlila v Praze.
V letech 1995–1998 byl viceprezidentem Evropské vysílací unie generální ředitel České televize Ivo Mathé.

## Současnost
Česká republika je zastoupena v Evropské vysílací unii Českým rozhlasem a Českou televizí (členové od 1993). Evropská vysílací unie má k roku 2007 celkem 74 aktivních členů z 51 zemí a 44 členů přidružených. Svou působností zasahuje nejenom Evropu, ale i oblasti v severní Africe a severozápadní Asii.
Mezi hlavní zájmy Evropské vysílací unie patří výměna příspěvků a pořadů zejména ze sportovních, politických a kulturních oblastí. Asi nejvýznamnějším kulturním počinem je hudební soutěž nejlepších zpěváků a skupin – Velká cena Eurovize.
Práva k vysílání sportovních přenosů jsou nedílnou součástí Evropské vysílací unie od roku 1979, kdy Eric Bird založil samostatnou sportovní výměnu v rámci organizace. To se nejvíce týká vysílacích práv týkajících se Olympijských her a sportovních akcí typu Mistrovství Evropy nebo Mistrovství světa.

## Technologie a inovace
Jedním z cílů Evropské vysílací unie je inovace a vývoj technologií veřejnoprávních médií, ale také jejich standardizace a sdílení mezi všemi jejími členy.
EVU klade důraz na spolupráci mezi svými členy. Ta je z velké části uskutečňována prostřednictvím projektových skupin, které sdružují odborníky z jednotlivych členských zemí, kteří se specializují na konkrétní technické oblasti, což jim umožňuje provádět výzkum a vývoj ve specifických oborech. Takovými projektovými skupinami jsou například HbbTV & DVB-I Interoperability group, jejímž hlavním cílem je zlepšení interoperability HbbTV usnadnění integrace specifikace DVB-I, nebo Connected Cars and Devices group ,která se zaměřuje na možnosti v implementaci rozhlasových a televizních služeb na nových zařízeních zejména automobilového průmyslu.
Mimo to se Evropská vysílací unie zaměřuje na sdílení obsahu a výměny informací, kterého se snaží dosáhnout skrz pořádání seminářů, konferencí a workshopů nebo vydávání publikací jako Magazín tech-i, technické zprávy nebo technické revize. Kromě toho EVU klade důraz na otevřené technické standardy a interoperabilitu, která je zajišťována užíváním otevřených standardů (jako je MPEG-2, DAB, DVB apod.). Což také napomáhá k snadnějšímu sdílení programů a materiálů mezi jejími členy.
V historii i dnes se EVU a její členové podíleli na vývoji systémů používaných v televizním a rozhlasovém vysílání. Těmi jsou například:
- Teletext (vyvinutý provozovateli veřejnoprávního vysílání ve Spojeném království (IBA/ITV Oracle, BBC Ceefax) a ve Francii (Antiope))
- Digitální Rádiové Vysílání, DAB (Prostřednictvím Eureka Project 147 a the WorldDAB Forum)
- Radio Data System, RDS
- Digitální televizní vysílání, DVB (Prostřednictvím projektu DVB a DigiTAG)
- High-definition television, HDTV
- Televize přes internetový protokol, IPTV
- Hybrid Broadcast Broadband TV, HbbTV